# Emmanuel Amunike
Emmanuel Amunike (en algunas publicaciones, Amuneke; Eze Obodo, 25 de diciembre de 1970) es un exfutbolista y entrenador nigeriano. Actualmente está retirado.

## Trayectoria

### Carrera como jugador
Su carrera internacional fuera de Nigeria comenzó en el Zamalek Sporting Club egipcio donde ganó varios títulos nacionales e internacionales, entre ellos la Liga de Campeones de la CAF. En 1994 fichó por el Sporting Clube de Portugal y se volvió popular tras marcar un gol triunfante contra su rival, el SL Benfica y también gracias a su gran participación en el Mundial de EE. UU. de 1994. Con el conjunto portugués, logró la Copa de Portugal de la temporada 1994-1995. Fue nombrado Futbolista del año en África en 1994.
Fue comprado por el F. C. Barcelona por $3.600.000 (casi 3.000.000 €) durante la temporada 1996/97, por deseo del entonces entrenador blaugrana Bobby Robson, su participación fue importante para conquistar la Copa del Rey y la Recopa de Europa. En la siguiente temporada con Louis van Gaal como entrenador del Barcelona ganó la Liga Española, la Copa del Rey y Supercopa de Europa pero no pudo terminar la temporada por una grave lesión. La temporada 1997-98 el Barcelona ganó la Liga Española, pero el nigeriano se perdió toda la temporada al estar lesionado, sus problemas de rodilla lo apartaron del Mundial de futbol de 1998. Jugó su último partido oficial con el Barcelona en la final de la Copa Cataluña que ganó el Barça en 2000. Abandonó el Barcelona tras esa temporada y fichó por el Albacete Balompié, donde permaneció dos años en los que jugó 17 partidos y anotó un gol.
En la temporada 2002-03 fichó sin mucho éxito por el Busan IPark Football Club de la K League surcoreana. En 2003 firmó por el Al-Wehdat Sport Club de la Liga Premier de Jordania donde sus problemas de rodilla le hicieron retirarse definitivamente ese mismo año.

### Carrera como entrenador
Tras retirarse a finales de 2004, Amunike se mudó a Cantabria en 2006, donde vivió con su esposa española, Fátima, y también estuvo realizando sus cursos de entrenador. Paralelamente también estuvo entrenando a algunos equipos juveniles de la SD Reocín. Después de una etapa en el club saudita Al-Hazem como entrenador asistente, se hizo cargo del club local nigeriano Julius Berger en agosto de 2008.
El 23 de diciembre de 2008, asumió funciones de formación para algunos equipos en Nigeria, tras completar dos años de cursos de formación en Europa. En noviembre de 2009 se hizo cargo del Ocean Boys. Unos años después, se hizo cargo de la selección sub-17 de Nigeria. En noviembre de 2015, obtuvo la Copa Mundial de Fútbol Sub-17 luego de vencer a Malí por 2-0.
El 6 de agosto de 2018 fue nombrado entrenador de la selección de Tanzania. Logró clasificarse para la Copa Africana de Naciones 2019, pero renunció a su cargo luego de perder los tres partidos.
En febrero de 2021, fue confirmado como técnico del Misr Lel Makkasa. Un mes más tarde, fue oficializado como director de la academia deportiva del club egipcio. Durante 2022, tuvo un pequeño paso por el Zanaco de la Primera División de Zambia.

## Clubes

### Como jugador
| Club                 | País          | Año       |
| -------------------- | ------------- | --------- |
| Concord FC           | Nigeria       | 1990      |
| Julius Berger        | Nigeria       | 1991      |
| Zamalek              | Egipto        | 1991-1994 |
| Sporting de Portugal | Portugal      | 1994-1997 |
| F. C. Barcelona      | España        | 1996-2000 |
| Albacete Balompié    | España        | 2000-2002 |
| Busan IPark          | Corea del Sur | 2002-2003 |
| Al-Wehdat            | Jordania      | 2003-2004 |

### Como entrenador
| Club                        | País     | Año       |
| --------------------------- | -------- | --------- |
| Julius Berger               | Nigeria  | 2008-2009 |
| Ocean Boys                  | Nigeria  | 2009-2011 |
| Selección sub-17 de Nigeria | Nigeria  | 2014-2017 |
| Al Khartoum                 | Sudán    | 2017-2018 |
| Selección de Tanzania       | Tanzania | 2018-2019 |
| Misr Lel Makkasa            | Egipto   | 2021      |
| Zanaco                      | Zambia   | 2022      |

## Palmarés

### Como jugador

#### Campeonatos nacionales
| Título                 | Club                 | País     | Año     |
| ---------------------- | -------------------- | -------- | ------- |
| Liga Premier de Egipto | Zamalek              | Egipto   | 1991-92 |
| Liga Premier de Egipto | Zamalek              | Egipto   | 1992-93 |
| Copa de Portugal       | Sporting de Portugal | Portugal | 1994-95 |
| Supercopa de Portugal  | Sporting de Portugal | Portugal | 1995    |
| Copa del Rey           | FC Barcelona         | España   | 1996-97 |

#### Campeonatos internacionales
| Título                            | Club/Selección       | País    | Año  |
| --------------------------------- | -------------------- | ------- | ---- |
| Copa Africana de Clubes Campeones | Zamalek              | Egipto  | 1993 |
| Supercopa de la CAF               | Zamalek              | Egipto  | 1994 |
| Copa Africana de Naciones         | Selección de Nigeria | Nigeria | 1994 |
| Juegos Olímpicos                  | Selección de Nigeria | Nigeria | 1996 |

### Como entrenador

#### Campeonatos internacionales
| Título                        | Club/Selección              | País    | Año  |
| ----------------------------- | --------------------------- | ------- | ---- |
| Copa Mundial de Fútbol Sub-17 | Selección sub-17 de Nigeria | Nigeria | 2015 |